# Wiktor Łukomski

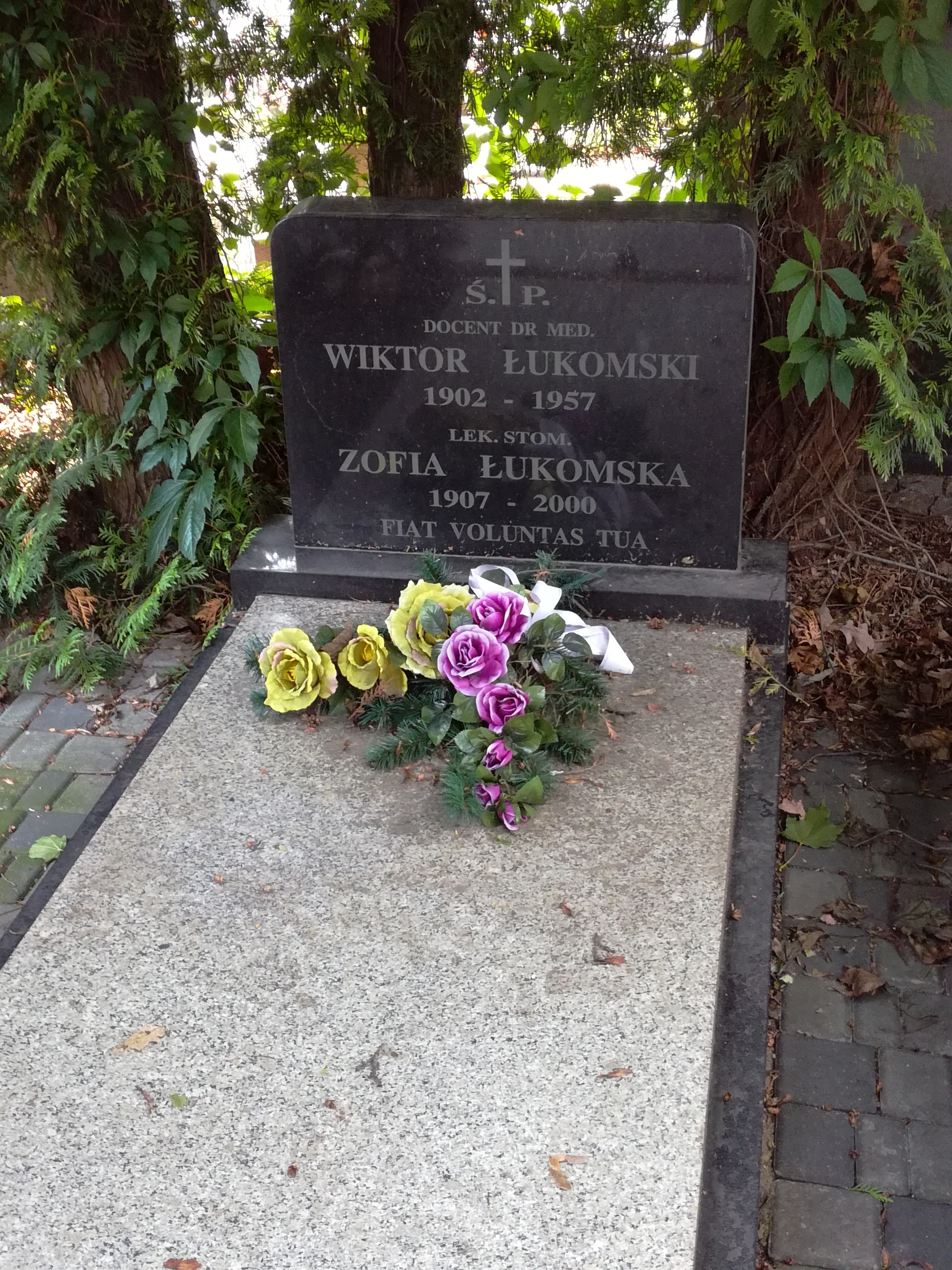
Grób Wiktora Łukomskiego na Starym Cmentarzu w Łodzi

Wiktor Łukomski (ur. 11 grudnia 1902 w Łodzi, zm. 25 stycznia 1957) – polski laryngolog, docent Akademii Medycznej w Łodzi.

## Życiorys
W 1925 w jednej z łódzkich szkół zdał maturę i rok później rozpoczął studia na Wydziale Lekarskim Uniwersytetu Poznańskiego. Po uzyskaniu dyplomu lekarskiego (1932) powrócił do Łodzi i pracował jako lekarz rodzinny, a także w Oddziale Laryngologicznym Szpitala im. Ignacego Mościckiego. Uzyskał w tym czasie kwalifikacje do samodzielnego prowadzenia oddziału laryngologicznego. Zmuszony do wyjazdu w Łodzi po wybuchu wojny, zamieszkał w Piotrkowie Trybunalskim, gdzie był ordynatorem Oddziału Laryngologicznego w Szpitalu Świętej Trójcy; pracował też w ubezpieczalni społecznej. Udzielał się jednocześnie w ruchu oporu.
W 1945 ponownie znalazł się w Łodzi i podjął pracę na Wydziale Lekarskim Uniwersytetu Łódzkiego, organizując – w charakterze starszego asystenta i od 1947 adiunkta – Klinikę Laryngologiczną. W 1948 uzyskał doktorat, w 1955, już po utworzeniu w Łodzi Akademii Medycznej, został docentem. W 1953 objął stanowisko kierownika Oddziału Otolaryngologicznego Wojskowego Szpitala Klinicznego w Łodzi. Działał w organizacjach zawodowych, był m.in. współzałożycielem Łódzkiej Sekcji Polskiego Towarzystwa Otolaryngologów i członkiem zarządu tego Towarzystwa.
Ogłosił po wojnie kilkanaście prac naukowych. Zmarł 25 stycznia 1957. Został pochowany na Starym Cmentarzu w Łodzi.
Jego syn Marek (ur. 1939) został profesorem otolaryngologii łódzkiej Akademii Medycznej.